# Гламочко-Поле
Гламочко-Поле (или Гламочское поле; босн. и сербохорв. Glamočko polje; сербохорв. Гламочко поље) — карстовое полье на западе Боснии и Герцеговины, на территории Федерации БиГ.
Расположено в исторической области Босния, к северо-востоку от Ливанского-Поля, от которого отделено горами Голия и Старетина. Длина полья составляет 48 км, ширина — 12 км. Высота над уровнем моря: 882—950 м. Разделяется на Верхнее и Нижнее полья. По Верхнему полю протекает подземная река Рибник, по Нижнему — Врба и Яруга. Зимой и весной нередки наводнения. Развито животноводство. В пределах полья расположено множество селений, главное из которых — Гламоч. Название Гламоч упоминается с XIV века, и по происхождению, вероятно, связано с названием серболужицкого племени гломачей. Одно из сербских племён, предположительно, в VII веке осело на Гламочком-Поле.

Русский славист А. Ф. Гильфердинг так описывал это место в XIX веке, во время своего путешествия по Балканам: 
…Гламочское поле. Это высокая, гладкая, холодная горная равнина, которая простирается часов на 6… Разбойники гнездились прежде в большом числе, да и теперь не перевелись, в Гламочском и соседних краях.